# Hisashi Jogo
Hisashi Jogo (城後 寿 Jōgo Hisashi?, Kurume, Fukuoka, 16 de abril de 1986) es un futbolista japonés que juega como delantero en el Avispa Fukuoka.

## Trayectoria

### Clubes
| Club           | País  | Año   |
| -------------- | ----- | ----- |
| Avispa Fukuoka | Japón | 2005- |

## Palmarés

### Títulos nacionales
| Título         | Club           | País  | Año  |
| -------------- | -------------- | ----- | ---- |
| Copa J. League | Avispa Fukuoka | Japón | 2023 |